# Octodiceras debilis
Octodiceras debilis là một loài Rêu trong họ Fissidentaceae. Loài này được (Schwägr.) Jenn. mô tả khoa học đầu tiên năm 1913.